# آر. میلتون جانسن
آر. میلتون جانسن (انگلیسی: R. Milton Johnson) (زاده ۱۹۵۷) کارآفرین، بازرگان و مدیر ارشد اجرایی آمریکایی است، که در حال حاضر به‌عنوان مدیر عامل اجرایی شرکت اچ‌سی‌ای هولدینگز فعالیت می‌کند.